# Institut de technologie de New York
L'institut de technologie de New York (en anglais : New York Institute of Technology ou plus simplement NYIT) est un établissement d'enseignement supérieur privé de la ville de New York, qui possède un campus dans l'Upper West Side, et deux sur Long Island. Il existe également des annexes de l'université dans plusieurs pays du monde, ainsi qu'un college en ligne. 

## Historique
Fondé en 1955 par le Alexander Schure à 35 ans, le NYIT a été le berceau de la technologie graphique de la 3D.
Par ailleurs, le fondateur du laboratoire graphique de l'université (New York Institute of Technology Computer Graphics Lab), Edwin Catmull a par la suite fondé les studios Pixar. Ce laboratoire est aujourd'hui reconnu comme l'un des fleurons de l'industrie graphique informatique, et fait partie des principaux groupes de recherche et développement au monde dans ce domaine.
Parmi les pays où un annexe de l'établissement existe, se trouvent le Canada (Vancouver), Bahreïn (Manama), la Chine (Nankin), la Jordanie (Amman) ou encore les Émirats arabes unis (Abou Dabi).